# 柏林附近贝尔瑙
柏林附近贝尔瑙（德語：Bernau bei Berlin）是德国勃兰登堡州的一个市镇，隶属于巴尔尼姆县。总面积为104.16平方千米，截至2020年总人口为40031人。

## 友好城市
截至2021年4月，贝尔瑙共与三座城市结为友好城市关系：
- 法國 马恩河畔尚皮尼（1962年）
- 波蘭 斯克维日纳乡（英语：Gmina Skwierzyna）（1979年）
- 德国 梅肯海姆（1990年）